# Mariawita
Mariawita – starokatolickie pismo wydawane przez Kościół Starokatolicki Mariawitów w RP, w którym prezentowane są artykuły, reportaże i wiadomości z życia tegoż Kościoła. Kwartalnik można nabyć w cenie 9 zł we wszystkich parafiach Kościoła Starokatolickiego Mariawitów, a także pocztą. Pismo ukazuje się od 1907. W 2014 roku czasopismo miało nakład 2200 egzemplarzy.

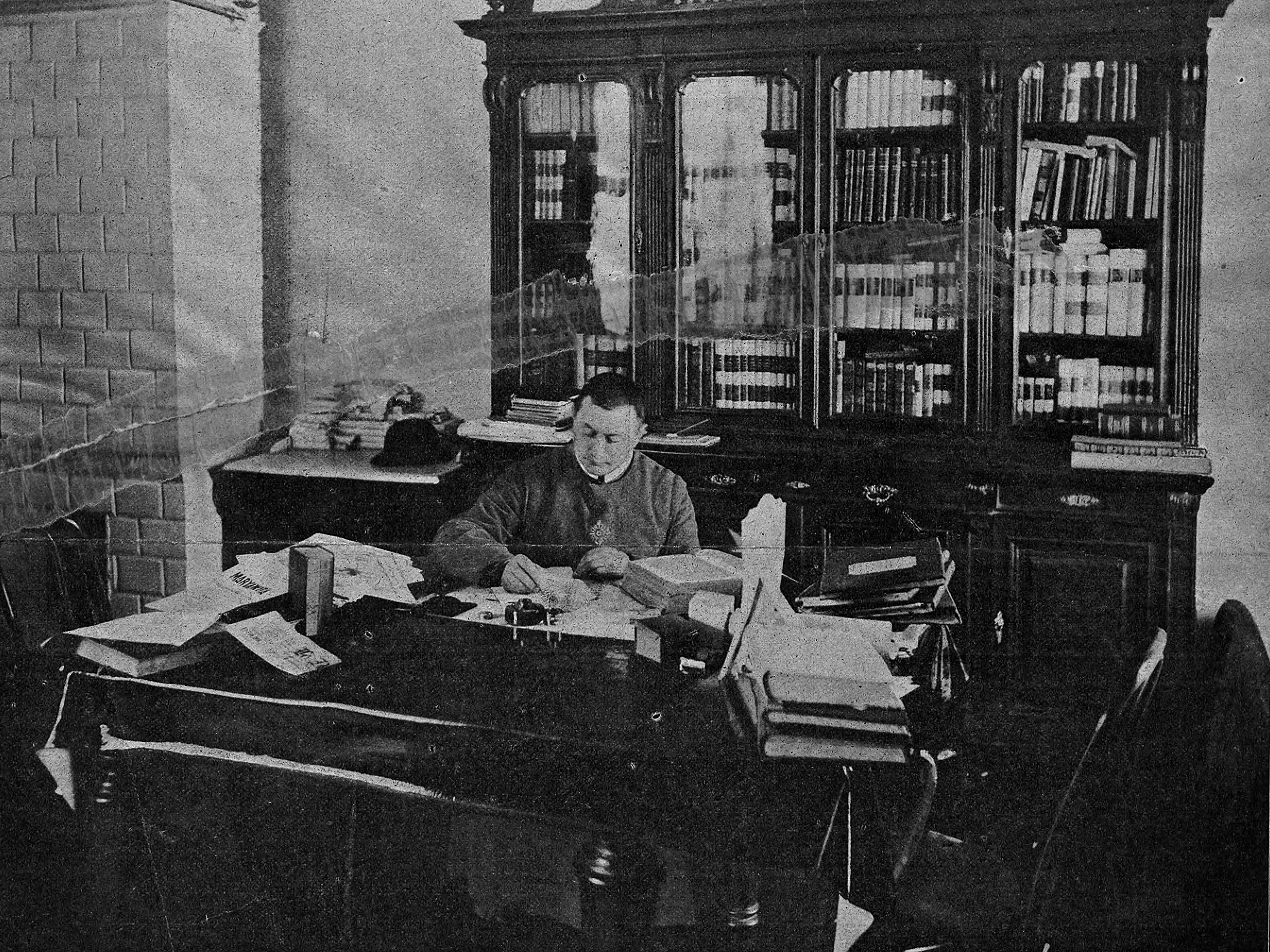
Ks. Skolimowski w redakcji „Mariawity” (1908)

## Historia
Po ukonstytuowaniu się wspólnoty mariawickiej jej pierwszym organem prasowym był tygodnik pod nazwą Maryawita i podtytułem Czciciel Przenajświętszego Sakramentu. Jego pierwszy numer ukazał się 3 stycznia 1907. Oprócz spraw dotyczących życia religijnego z naciskiem podkreślano ważność zagadnień życia społecznego, oświatowego i kulturalnego parafii i jednostki.
Po I wojnie światowej organ kościelny zmienił nazwę na Maryawicka Myśl Narodowa. Od 1930 ukazywał się równocześnie dodatek polemiczny Głos Prawdy. Po podziale w łonie Kościoła Mariawitów z dniem 14 kwietnia 1935 Kościół Starokatolicki Mariawitów rozpoczął wydawanie tygodnika Głos Prawdy. Od 1938 pismo to zmieniło tytuł na Głos Staro-Katolicki. 
Wybuch II wojny światowej znów przerwał na długie lata działalność wydawniczą Kościoła. Po wieloletniej przerwie, w kwietniu 1958 Kościół Starokatolicki Mariawitów zaczął wydawać dwumiesięcznik W Imię Boże, od stycznia 1959 przejmujący tradycyjny, pierwszy tytuł Mariawita. 

## Redakcja
W skład kolegium redakcyjnego Mariawity wchodzą:
- dr Halina Guzowska (redaktor naczelna)
- kapł. Grzegorz Maria Dominik Miller (przewodniczący kolegium redakcyjnego)
- kapł. Bartłomiej Maria Wojciech Brzeziński
- dr Artur Jemielita
- kapł. Kamil Maria Marcin Kolasiński
- kapł. Mateusz Maria Felicjan Szymkiewicz
- kapł. Paweł Maria Michał Wąsowski

W poprzednich latach w skład kolegium redakcyjnego wchodzili:
- bp Tomasz Maria Daniel Mames
- Waldemar Gruszka,
- Bartosz Łuczak,
- Michał Rybak,
- Tadeusz Zych,
- Ewa Kociszewska.